# 樹下神社 (大津市木戸)
樹下神社（じゅげじんじゃ）は、滋賀県大津市木戸に鎮座する神社である。明治初年までは、日吉山王の十禅師権現の分霊社の十禅師権現社だった。通称コノモトさん。

## 祭神
正平3年（1348年）まで
- 比良神（推定）

明治維新まで
- 十禅師権現[1]

現在
- 玉依姫命（鴨玉依姫）

## 歴史
創祀年代不詳。正平3年（1348年）に、木戸城主佐野豊賢により創祀され、木戸荘の惣社、氏神として崇敬されたと伝わる。しかし、古記録の正平3年に創立というのは、日吉山王を勧請した年で、それ以前は比良神（比良三系を神体山とする神）を産土神として祀ってきたと思われ、その云い伝えや文献が多く残されている。元亀の争乱（織田信長の比叡山焼き討ち）時に戦禍に見舞われ、翌3年に社殿が焼失し荒廃。当時織田軍に追われて山中に隠れ住んでいた木戸城主佐野十乗坊秀方がこれを憂い、天正6年（1578年）に社殿を再建、坂本の日吉山王より十禅師権現を再勧請した。
明治初年の神仏分離令に際し、樹下神社に改称。祭神も変更し、十禅師権現を廃し、日吉大社の樹下宮（旧十禅師社）と同じく玉依姫命を祀る。なお、樹下宮の祭神交代は『日吉社禰宜口伝抄』を根拠とし、本書は焼き討ち後の日吉社再建を主導した社司の生源寺行丸（祝部行丸）が11世紀の囗伝を16世紀に文書化したものとされていたが、日吉社社司で明治政府の役人だった樹下茂国と思われる人物が幕末維新期に作った偽書であることがわかっている。
明治9年に村社に列し、同41年には神饌幣帛料供進社に指定された。

### 比良神
比良神は現在境内の峰神社に祀られており、比良山頂に奥宮があった。日本に仏教が伝わると、比良神は南都の仏教の中で大きな位置を占めるようになり、南都の仏教が比叡山延暦寺の天台宗の勢力に圧迫されるようになると、比良神も追われて白鬚明神が比良神であると縁起に語られ、地元にあった比良権現信仰は白山権現にすり替えられた。

## 神紋
- 左三ッ巴

## 祭り
- 例祭 - 5月5日に行われる。

## 境内外社
- 境内社
  - 峰神社
  - 地主神社
  - 牛尾神社
  - 宇佐神社
  - 有徳神社
  - 稲荷神社
  - 八幡神社
  - 十二社神社
- 境外社
  - 木元神社

## 周辺
- 木戸市民センター
- JR湖西線志賀駅
- びわ湖バレイ